# Trận Als
Trận Als, còn gọi là Trận Alsen, là một hoạt động quân sự trong cuộc Chiến tranh Schleswig lần thứ hai (1864), đã diễn ra vào ngày 29 tháng 6 năm 1864, trên hòn đảo Als của Đan Mạch. Trong cuộc giao chiến quyết liệt này, một lực lượng của quân đội Phổ dưới quyền chỉ huy của viên tướng Herwarth von Bittenfeld, thực thi một kế hoạch táo bạo của Helmuth Von Moltke Lớn – viên tham mưu trưởng của Tổng tư lệnh quân đội liên minh Áo-Phổ là Hoàng thân Friedrich Karl, đã tiến hành một cuộc tấn công đổ bộ vào pháo đài của quân đội Đan Mạch ở Als, và giành được Als từ tay đội quân phòng thủ của Đan Mạch do tướng Steinmann chỉ huy. Trận đánh đã mang lại cho quân Đan Mạch những thiệt hại nặng nề (trong số đó có hàng nghìn binh lính bị bắt làm tù binh), trong khi phe tấn công là quân Phổ chỉ bị thiệt hại nhẹ. Với chiến thắng tại Als, người Phổ đã đưa giao tranh giữa quân đồng minh Áo - Phổ với Đan Mạch đến hồi kết, và chiến tranh cuối cùng đã dứt điểm vào tháng 10 năm 1864 với sự thất bại của Đan Mạch. Cuộc tiến chiếm Als của quân Phổ cũng được xem là một trong những chiến tích hiếm hoi trong lịch sử chiến tranh, đồng thời thể hiện tài thao lược của tướng Bittenfeld và mang lại danh tiếng cho ông.
Dưới quyền tổng chỉ huy của Hoàng thân Friedrich Karl, các lực lượng Phổ đã đập tan cuộc kháng cự dữ dội của quân Đan Mạch trong trận Dybbøl vào ngày 18 tháng 4 năm 1864, buộc đội quân trú phòng của Đan Mạch ở Dybbøl phải rút chạy về Als. Người Đan Mạch quyết định phải phòng ngự hòn đảo này. Vào ngày 9 tháng 5 – cũng là ngày hải quân Áo - Phổ thua trận Helgoland, các hoạt động quân sự bị tạm ngừng do các cường quốc khác ở châu Âu triệu tập hội nghị Luân Đôn để giải quyết tình hình Đức – Đan Mạch mà không phải đổ máu, nhưng thất bại. Ngay sau khi hội nghị chấm dứt, các khẩu đội pháo của Phổ đã đồng loạt oanh kích vào những vị trí đổ bộ được đề xuất để chuẩn bị cho trận tấn công Alsen ngày 29 tháng 6. Trong đêm ngày 29 tháng 6, binh lính của Phổ bắt đầu vượt qua eo biển Alsen trên những con thuyền nhỏ. Quân Đan Mạch hoàn toàn bị choáng ngợp, do không được tin về cuộc tấn công của Phổ và sự bất lực của lính gác của Đan Mạch. Các khẩu đội pháo của Đan Mạch lập tức khai hỏa nhưng bị đè bẹp. Lúc cuộc đổ bộ đang diễn tiến thuận lợi, Tàu bọc sắt Rolf Krake của Đan Mạch đã cố gắng chặn đứng cuộc vượt eo biển và gây cho quân Phổ khó khăn. Nhưng, các khẩu đội pháo của Phổ đã tập trung khai hỏa vô cùng ác liệt vào Rolf Krake, buộc chiến hạm này phải rút lui về phía sau một doi đất. Quân đội Phổ tiếp tục vượt qua eo biển. Sau khi đặt chân lên bờ biển, quân Phổ dễ dàng đánh bại một số quân phòng thủ của Đan Mạch, làm chủ cả hai bờ biển của eo Alsen. Thừa thế thượng phong, quân Phổ tập hợp binh lực và tiến về phía Nam.
Các lực lượng mới mẻ của Phổ liên tiếp được đưa qua eo biển, khiến cho họ chiếm ưu thế vượt trội về quân số so với đối phương. Trong khi đó, các trung đoàn của Đan Mạch không thể chống nổi. Tình hình quân lực Đan Mạch trở nên hỗn loạn, và với việc cả hai bên sườn của Đan Mạch đều bị đe dọa và thiệt hại gia tăng, tướng Steinmann phải ban lệnh rút lui – điều này đồng nghĩa với việc quân Đan Mạch đã đánh mất Alsen. Quân Đan Mạch vừa chiến đấu, vừa rút lui trong trật tự, và bị lực lượng pháo binh của Phổ gây thiệt hại nặng nề. Đến bờ biển đông nam của Alsen, một số lượng quân Đan Mạch lên các phương tiện vận tải tại tại Hörup-Haff, trong khi số khác lên các phương tiện vận tải ở Kekenis. Họ được đưa đến Fuenen, và vài ngày sau trận giao chiến, người lính Đan Mạch cuối cùng đã rời khỏi Alsen. Người Phổ khi đó rất tự hào vì chiến thắng của họ, điều này được biểu hiện rõ rệt qua một huấn lệnh của Tổng tư lệnh quân đồng minh Áo - Phổ là Friedrich Karl vào ngày 30 tháng 6 năm 1864. Cuộc tấn công Alsen đã trở thành một trong những cuộc đổ bộ trong giai đoạn cuối thế kỷ 19. Trong khi đó, sự thất bại ở Alsen đã khiến cho tinh thần của quân Đan Mạch bị suy nhược, vì thấy rằng tình hình các đảo của họ không còn yên ổn nữa. Trận đánh cũng cho thấy rằng hạm đội mà người Đan Mạch trông cậy không thể cản được quân đội Phổ vượt qua một eo biển chật hẹp trước các khẩu pháo của Đan Mạch. Đan Mạch bị buộc phải ngồi vào vòng đàm phán, và theo Hòa ước Viên vào ngày 30 tháng 10 năm 1864, vua Đan Mạch nhượng Schleswig, Holstein cùng với Lauenburg cho Phổ và Áo.